# 印度尼西亞國防部
国防部是负责印度尼西亚国防事务的部門。
印度尼西亞憲法中規定，印度尼西亚外交部、印度尼西亞內政部以及印度尼西亞國防部的負責人無法由印度尼西亞总统直接更换。
如果印度尼西亚总统和副总统都同時去世、辞职或无法履行职责，国防部长將会同外交部长和内政部長共同履行总统职责，直至三十日内由人民协商会议选举产生的新的总统和副总统就任。